# The English Post

The English Post est un journal paraissant trois fois par semaine en Angleterre, qui a été publié de 1700 à 1708. Le titre a été fondé en 1700 à Londres par le libraire et écrivain anglais Nathaniel Crouch (1640–1725), né à Lewes, dans le Sussex, et auteur d'environ 70 livres. Entre le 14 octobre et le 30 décembre 1700, quelque 34 numéros de The English Post ont été publiés. Il a cessé de paraître en octobre 1709.